# Style Restauration
Le style Restauration, contemporain du Biedermeier qui fleurit ailleurs en Europe continentale, caractérise l’art sous les règnes de Louis XVIII et de son frère Charles X.
L’état des finances ne permet pas de grandes dépenses. Louis XVIII et Charles X se contentent de quelques commandes d’apparat et d’achats destinés à stimuler le marché ou des cadeaux diplomatiques. Seule la duchesse de Berry, Marie Caroline de Naples, introduit un peu de vie et de gaieté dans la cour. Très dépensière, elle fait construire des bâtiments et commande des meubles.
Paris reste la capitale du luxe. Certaines industries en sont bien spécifiques : orfèvreries, bronze, tabletterie, peinture sur porcelaine.

## L’architecture

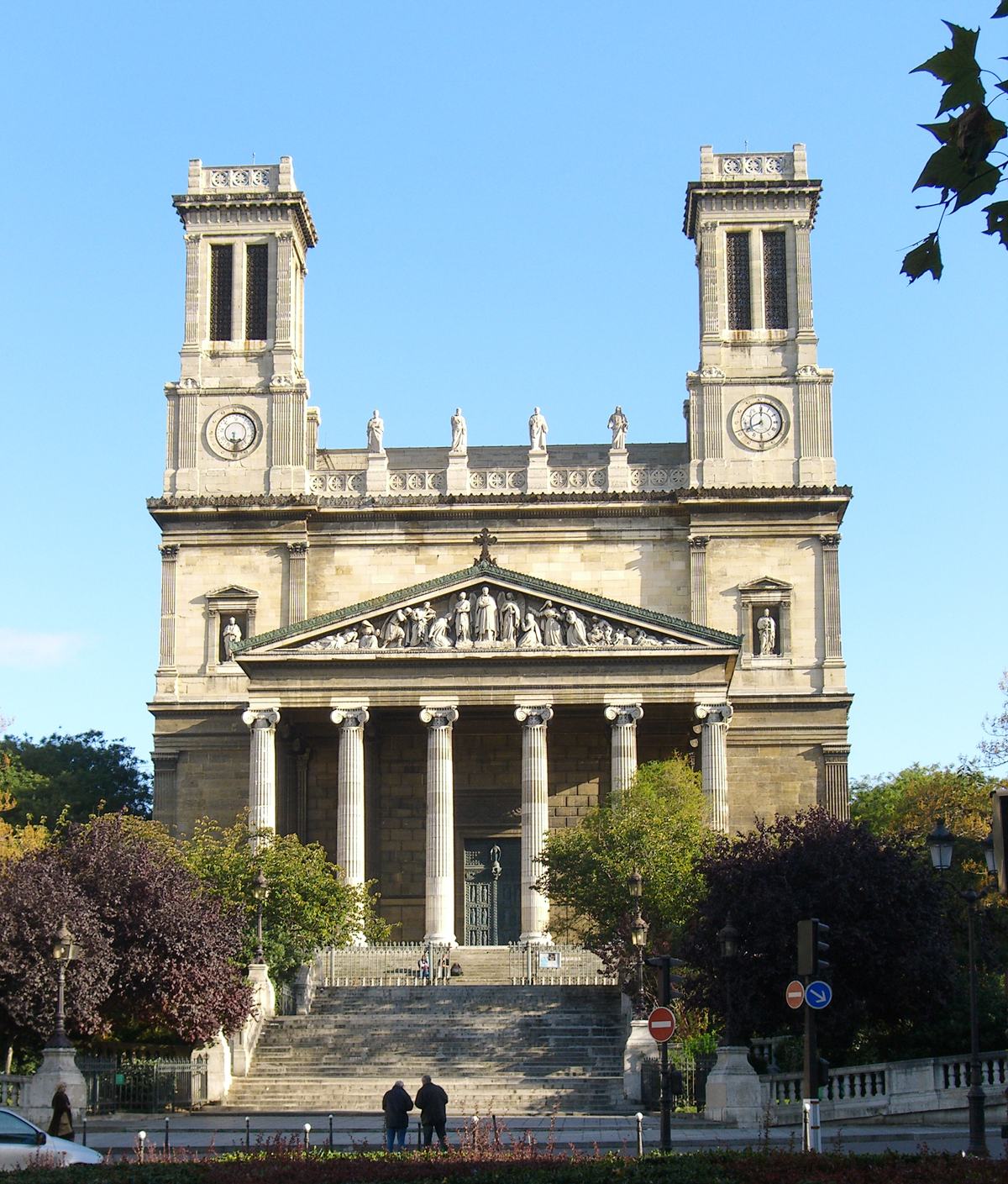
Saint-Vincent-de-Paul, par Jean-Baptiste Lepère.

Par économie, Louis XVIII et Charles X se contentent souvent de poursuivre les chantiers entrepris sous l’Empire ou d’effectuer des travaux indispensables aux palais royaux et aux bâtiments civils. Pierre-François-Léonard Fontaine (1762-1853), est maintenu architecte du Louvre. Il est chargé de réunir le Louvre aux Tuileries. Il dirige la décoration intérieure et extérieure du Louvre. On décide d’achever l’arc de triomphe en le consacrant au souvenir de l’expédition d’Espagne, mais les travaux piétinent.
L’architecture religieuse est vivifiée par le renouveau catholique. L'Église de la Madeleine est achevée sous la direction de Pierre-Alexandre Vignon, puis de Jean-Jacques-Marie Huvé. Étienne-Hippolyte Godde devient un spécialiste des constructions ecclésiastiques où il applique un plan basilical comme à l'Église Saint-Pierre-du-Gros-Caillou ou à l'église Notre-Dame-de-Bonne-Nouvelle.
L’urbanisme tient une place importante sous la Restauration. La construction privée prend de l'essor jusqu’en 1828. Les plus grands lotissements de l’histoire parisienne voient alors le jour : le quartier de Saint-Vincent-de-Paul, le quartier François Ier, le quartier Saint-Georges.
Dans tous ces ensembles se fixent les caractéristiques de l’immeuble de rapport, module de ces quartiers homogènes et prototype de ce qui sera l’immeuble bourgeois de tout le XIXe. La façade en pierre de taille ou en simple moellon plâtré est très plate, sans ornement, scandée seulement par des bandeaux d’appui horizontaux et les pilastres de refend et harpages d’angle verticaux, elle est largement évidée par de très nombreuses fenêtres qui, encadrées de persiennes, engendrent par leur rythme répétitif un sobre quadrillage.
Le décor intérieur de ces demeures est l’œuvre d’hommes formés à la fin du siècle précédent ou sous l’Empire : François-Joseph Bélanger, Jean-Démosthène Dugourc, dessinateur du garde-meuble, Jacques-Louis de La Hainay de Saint-Anges, élève de Charles Percier et d'Alexandre-Théodore Brongniart et successeur de Dugourc, Fontaine. Le recueil de décorations intérieures publié sous l’Empire par Percier et Fontaine a toujours ses adeptes puisqu’en 1827 une nouvelle édition est publiée.
Le répertoire ornemental s’inspire à la fois des styles Louis XVI, Directoire et Empire : palmettes, rosaces, rinceaux, candélabres, griffons, lyres, cygnes, dauphins, cornes d’abondance. Tous ces motifs ont pourtant tendance à s’alourdir, à se tasser ; les proportions ne sont plus aussi harmonieuses. L’imitation de l’antique conduit à prôner de riches décors intérieurs. Dans les intérieurs privés, souvent le lambris peint blanc en imitation bois ou marbre, sert de base à un tissu à semis de fleurs, ou à un papier peint bordé de larges frises. Une moulure à rinceaux, à rosaces, à grecques atteste le goût des finitions élégantes. Le blanc et les teintes claires et fraîches sont très prisés. Le rôle des tapisseries s’accroît. La disposition des intérieurs est peu à peu atteinte par le désordre romantique.

## Les soieries
Les luxueuses soieries lyonnaises font surtout l’objet de commandes royales et princières. Lyon détient le quasi-monopole, avec ses milliers de canuts travaillant à domicile dans de petits ateliers ; le garde-meuble cependant, soucieux d’équité, ne néglige pas totalement Tours, où l’on fabrique des soieries moins prestigieuses. Nîmes se cantonne dans les tissus de soie et de fils de seconde qualité. À Lyon, les fabricants comme Grand Frères, Chuard et Cie exécutent des damas, lampas, brocarts, auxquels sont assorties avec grand soin des bordures. La mode est au semis de fleurs, rinceaux, guirlandes, couronnes, palmettes, lyres. Lorsqu’il s’agit de tapisser les appartements du palais des Tuileries, c'est le dessinateur du garde-meuble qui conçoit le modèle ; la maison choisie, après soumission, doit envoyer à Paris des échantillons qui sont minutieusement examinés, puis réexpédiés avec des demandes de corrections, tel est le cas notamment pour la tenture de la salle du trône des Tuileries, tissées à grands frais par l’illustre maison Grand sur des dessins de Dugourc.

## Le mobilier

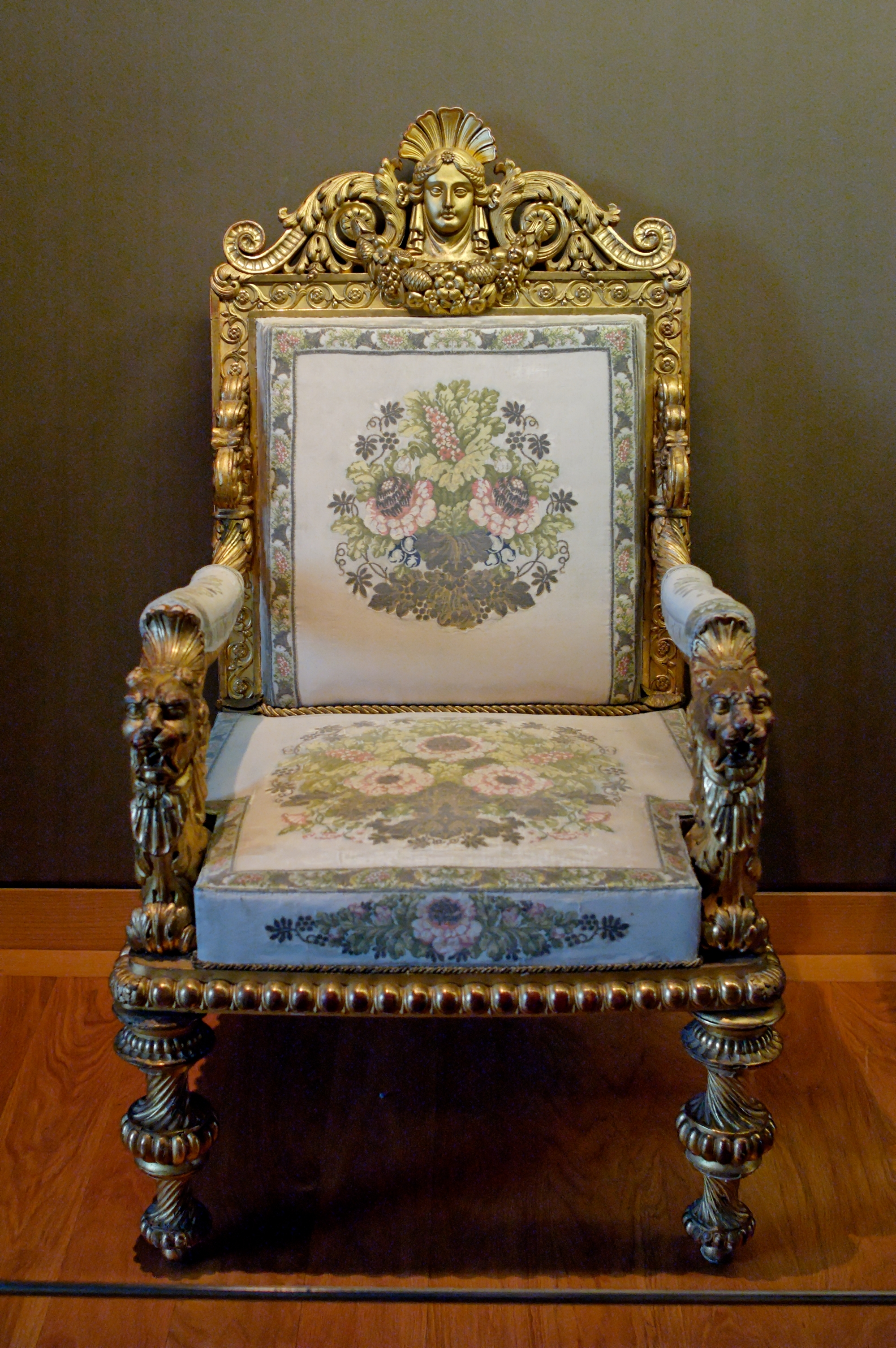

Les commodes classiques sont dépourvues de bronzes d’ornementation et n’ont que les entrées de serrure et poignées en bronze doré. Elles n’ont que rarement des colonnes ou des pilastres. Le tiroir supérieur plus petit est en forme de doucine renversée et constitue un bandeau sous le marbre gris, blanc ou noir. Les commodes à vantaux dissimulent leurs tiroirs derrière deux portes.
Les tables se multiplient, sont légères et très variées. Les piètements sont en trépied, en fût, en lyre, en pattes de lion, en S et quelquefois tournent. Les guéridons sont très nombreux et peuvent avoir tous les diamètres, leur plateau de marbre ou de bois repose sur une large ceinture incrustée de motifs.
Le bureau ministre est de grande taille. Le piétement peut avoir quatre ou huit pieds. Le bureau à cylindre est rare, il garde sa forme. Son abattant cintre permet le placage de grands motifs de marqueterie. Le secrétaire à abattant, de même structure que sous l’Empire, perd ses colonnes et a le tiroir supérieur en forme de doucine renversée comme les commodes.
Les psychés s’arrondissent et reposent sur un socle très épais. Les consoles sont étroites et rectangulaires, les pieds en console reposent sur un socle.
Les lits sont dits « de travers » : appliqués au mur dans le sens de la longueur. Le lit à dossier droit possède des montants rectilignes en forme de pilastre, le plan est droit. Le lit en bateau a deux dossiers égaux incurvés vers l’extérieur reliés par un pan dont le chantournement concave relie les deux chevets. Le lit nacelle est souvent placé sur une estrade, il a des formes plus accentuées que le lit en bateau. C’est en général un meuble de grand luxe.

### Les sièges
Ils sont en général moins volumineux que leurs prédécesseurs. Les modèles légers, de petites dimensions se multiplient, ils sont solides et gracieux. La forme gondole est très à la mode, l’ornementation le plus souvent faite de filets, se trouve sur la traverse supérieure du dossier ainsi sur la traverse avant du siège. Les plus riches sont marquetés.
Les fauteuils : toujours de proportions harmonieuses, sont très variés. Ils se distinguent par la forme de leur dossier : droit, en gondole. Le fauteuil voltaire est inventé à cette époque, il a un haut dossier rembourré avec une cambrure à la hauteur des reins qui le rend très confortable. La bergère : elle est assez lourde et est munie d’un gros coussin mobile. Sa structure est la même que celle des fauteuils.
Les chaises ont la même ornementation que les fauteuils, on en trouve en plus avec le dossier ajouré. Les chauffeuses sont assez semblables au fauteuil voltaire, mais avec des piètements assez bas. Les chaises de bureau, sont parfois rondes pivotant sur un pied tripode. Les tabourets sont nombreux et légers, ils ont un piètement en X qui supporte un siège rectangulaire. Ils ont parfois des accotoirs renversés vers l’extérieur très élégants.
Les méridiennes et les canapés ne diffèrent guère de l’Empire si ce n’est par l’emploi des bois clairs et l’abaissement du siège.